# Einar Friis Baastad
Einar Friis Baastad (Oslo, 8 maggio 1890 – Berlino Ovest, 1º settembre 1974) è stato un calciatore norvegese, di ruolo difensore.

## Carriera

### Club
Baastad giocò nel Mercantile, con cui vinse 2 edizioni della Norgesmesterskapet.

### Nazionale
Giocò 6 incontri per la Norvegia. Esordì l'11 settembre 1910, nella sconfitta per 0-4 contro la Svezia. Partecipò ai Giochi della V Olimpiade.

## Palmarès

### Club

#### Competizioni nazionali
- Coppa di Norvegia: 2

Mercantile: 1907, 1912